# Высшая духовная семинария седлецкой епархии
Высшая духовная семинария седлецкой епархии, полное название — Высшая духовная семинария седлецкой епархии имени Иоанн Павла II (пол. Wyższe Seminarium Duchowne Diecezji Siedleckiej im. Jana Pawła II) — государственное высшее учебное заведение, католическая духовная семинария, находящаяся в населённом пункте Нове-Ополе гмины Седльце Седлецкого повята Мазовецкого воеводства, Польша. Семинария готовит католических священников для епархии Седльце. 

## История
8 октября 1919 года подляский епископ Хенрик Пшезьдзецкий провозгласил указ, согласно которому была основана епархия. Первым ректором был назначен вспомогательный епископ Чеслав Соколовский. Первоначально семинария находилась в здании семинарии подляской епархии в населённом пункте Янув-Подляский. В 1943 году семинария была переведена в Седльце, где она расположилась в здании на современной улице 1 мая, дом 42 возле собора Непорочного Зачатия Пресвятой Девы Марии. В этом здании семинария находилась до 1991 года, когда она была переведена в населённый пункт Новое-Ополе, где для неё было построено здание, в котором она располагается в настоящее время.